# Korijenski korisnik
Korijenski korisnik, korijen, superkorisnik je poseban korisnički račun u operacijskim sustavima kao UNIX koji ima neograničene povlastice. Ime ove vrste računa ovisi o vrsti operacijskog sustava, na engleskom root, administrator, admin ili supervisor. Korijenski korisnici se tako zovu i na sustavima Linux, AIX, System z, a pandan na Windowsu je administrator.
Ipak, stvarno ime računa nije čimbenik koji određuje. Na Unixolikim sustavima primjerice korisnik s korisničkim identifikatorom (UID) pisan ništicom je korijenski korisnik, bez obzira na ime tog računa.; a u sustavima koji primjenjuju pristup nadzoru zasnovan na ulozi (RBAC) svaki korisnik s ulogom korijenskog korisnika (ili njegovih istoznačnica) mogu izvršiti sve akcije korijenskog računa. Načelo najmanje povlastice preporučuje da većina korisnika i aplikacija djeluju kao obični korisnički račun kad rade, zato što korijenski je račun u mogućnosti napraviti neograničene, ponekad štetne promjene diljem sustava.
Na Unixolikim računalnim sustavima (poput Linuxa), root je konvencijsko ime korisnika koji ima sva prava ili dopuštenja (nad svim datotekama i programima) u svim načinima (pojedinačni ili višekorisnički). Druga imena su baron u BeOSu i avatar na nekim inačicama Unixa. BSD često korisničkom računu oznake toor ("root" pisano unatrag) pored "root"-a. Bez obzira na ime, korijenski korisnik uvijek ima korisnički identifikator 0. Korijenski korisnik može napraviti mnogo stvari koje obični korisnik ne može, kao što je promjena vlasništva datoteka i povezivanje na mrežne portove numerirane brojkama manjih od 1024.